# La Mélodie du ciel
La Mélodie du ciel (ソ・ラ・ノ・ヲ・ト, So ra no wo to) est une série d'animation japonaise réalisée par Mamoru Kanbe et produite par les studios A-1 Pictures.
L'anime fut diffusé au Japon sur la chaîne TV Tokyo entre le 5 janvier et le 22 mars 2010, et en simulcast dans les pays francophones sur KZPlay. Une adaptation en manga illustrée par Yagi Shinba a commencé sa prépublication dans le magazine Dengeki Daioh en janvier 2010 et un visual novel développé par Compile Heart a vu le jour sur PlayStation Portable en mai 2010. C'est le premier anime du projet Anime no Chikara initié par TV Tokyo et Aniplex.

## Synopsis
L'histoire de La Mélodie du ciel se passe dans un monde où une civilisation glorieuse a été détruite par la guerre, les individus vivent désormais dans de petits pays et villes. Parmi ces pays se trouve la République d'Hélvetia - dirigé par un grand-duc-.
Seze, à la frontière de la République d'Hélvetia, fait partie du système défensif de la République helvétique, appelé la « Forteresse du Temps ». La défense de Seze est défendue par la section 1121, composée de cinq femmes.
Kanata Kumika est une jeune fille de quinze ans qui s'engage dans l'armée afin de réaliser son rêve, cette musicienne veut apprendre à jouer de la trompette. Elle rejoint la section 1121.

## Personnages
Kanata Sorami (空深 彼方, Sorami Kanata)
Voix japonaise : Hisako Kanemoto
Soldat trompettiste. Elle a une personnalité joyeuse et positive. Elle a l'oreille absolue.
Rio Kazumiya (和宮 梨旺, Kazumiya Rio)
Sergent-major trompettiste. C'est la supérieure de Kanata.
Filicia Heideman (フィリシア・ハイデマン, Firishia Haideman)
Sous-lieutenant. Chef de la section 1121.
Kureha Suminoya (墨埜谷 暮羽, Suminoya Kureha)
Mitrailleuse de deuxième classe. C'est une tsundere.
Noël Kannagi (寒凪 乃絵留, Kannagi Noeru)
Caporal. Elle occupe le poste de mécanicienne et chauffeur.
Yumina (ユミナ)
Voix japonaise : Misato Fukuen
Claus (クラウス, Kurausu)
Naomi (ナオミ)
Mishio (ミシオ)
Seiya (セイヤ)
Iliya Arkadia (イリア・アルカディア, Iria Arukadia)
Aisha Aldola (アーイシャ・アルドーラ, Āisha Arudōra)
Shuko (シュコ)
Hopkins (ホプキンス, Hopukinsu)

## Univers
La ville imaginaire de Seize est inspirée de celle de Cuenca.

## Développement

### Écriture
La Mélodie du ciel bénéficie d'un scénario original, et n'est donc pas adaptée d'un manga préalablement écrit. Le scénario est écrit par le collectif PARADORES.

### Développement
Cette série d'animation constitue le premier résultat du projet « Anime no Chikara », mené conjointement par TV Tokyo et la société de production Aniplex. Ce projet vise à encourager les jeunes créateurs à proposer des scénarios originaux dans le but de les animer.
La série est animée par le studio A-1 Pictures, et réalisé par Mamoru Kanbe.

## Manga
Avant la sortie de l'anime, une adaptation en manga illustrée par Yagi Shinba a été publiée entre janvier 2010 et juin 2011 dans le magazine Dengeki Daioh des éditions ASCII Media Works,.

## Anime
La mélodie du ciel est le premier anime du projet Anime no Chikara, un projet commun initié par le département anime de TV Tokyo et Aniplex ayant pour but de créer des séries d'animation japonaise originales,.
L'anime a été diffusé au Japon sur TV Tokyo entre le 5 janvier et le 22 mars 2010 et en simulcast sur Crunchyroll et sur KZPlay,.

### Liste des épisodes
| No  | Titre français                                  | Titre japonais           | Titre japonais                     | Date de 1re diffusion   |
| No  | Titre français                                  | Kanji                    | Rōmaji                             | Date de 1re diffusion   |
| --- | ----------------------------------------------- | ------------------------ | ---------------------------------- | ----------------------- |
| 1   | Un son retentissant. Une ville à l'aube         | 響ク音・払暁ノ街         | Hibiku Oto: Futsugyō no Machi      | 4 janvier 2010          |
| 2   | Première mission. La chaise.                    | 初陣・椅子ノ話           | Uijin: Isu no Hanashi              | 11 janvier 2010         |
| 3   | Une journée type. La ruée de Rio.               | 隊ノ一日・梨旺走ル       | Tai no Ichinichi: Rio Hashiru      | 18 janvier 2010         |
| 4   | Ciel pluvieux. Un arc-en-ciel de verre.         | 梅雨ノ空・玻璃ノ虹       | Tsuyu no Sora: Hari no Niji        | 25 janvier 2010         |
| 5   | Marche en montagne. Au bout du monde.           | 山踏ミ・世界ノ果テ       | Yamafumi: Sekai no Hate            | 1er février 2010        |
| 6   | Jour de repos pour Kanata. La coiffure.         | 彼方ノ休日・髪結イ       | Kanata no Kyūjitsu: Kamiyui        | 8 février 2010          |
| 7   | Le cœur des cigales. Esprits et lanternes.      | 蝉時雨・精霊流シ         | Semishigure: Shōrōnagashi          | 15 février 2010         |
| 7.5 |                                                 | 饗宴・砦ノ戦争           | Kyōen: Toride no Sensō             | 23 juin 2010 (OVA)      |
| 8   | Garde-téléphone. Proclamation d'État d'urgence. | 電話番・緊急事態ヲ宣言ス | Denwaban: Kinkyū Jitai o Sengen Su | 22 février 2010         |
| 9   | Passage d'un typhon. Illusion et réalité.       | 台風一過・虚像ト実像     | Taifū Ikka: Kyozō to Jitsuzō       | 1er mars 2010           |
| 10  | Départ en voyage. Premières neiges.             | 旅立チ・初雪ノ頃         | Tabidachi: Hatsuyuki no Koro       | 8 mars 2010             |
| 11  | Visiteuse. Pleines enneigées.                   | 来訪者・燃ユル雪原       | Raihōsha: Moyuru Setsugen          | 15 mars 2010            |
| 12  | Résonne au firmament.                           | 蒼穹ニ響ケ               | Sōkyū ni Hibike                    | 22 mars 2010            |
| 13  |                                                 | 空の音・夢ノ彼方         | Sora no Oto: Yume no Kanata        | 22 septembre 2010 (OVA) |

### Musique
La bande son originale de l'anime est composée par Michiru Ōshima et présente la particularité d'inclure une chanson chantée en français par Matthieu Ladouce, Servante du feu.
| Générique | Épisodes | Début              | Début    | Fin                  | Fin            |
| Générique | Épisodes | Titre              | Artiste  | Titre                | Artiste        |
| --------- | -------- | ------------------ | -------- | -------------------- | -------------- |
| 1         | 1 – 13   | Hikari no Senritsu | Kalafina | Girls, Be Ambitious. | Haruka Tomatsu |

## Jeu vidéo
Un visual novel intitulé Sound of the Sky: Maiden Quintet (ソ・ラ・ノ・ヲ・ト 乙女ノ五重奏, So Ra No Wo To Otome no Kuintetto) est sorti le 26 mai 2010,.